# Yánnis Tseklénis
Yánnis Tseklénis (grec moderne : Γιάννης Τσεκλένης, né le 6 novembre 1937 à Athènes (Grèce) et mort le 29 janvier 2020) est un styliste grec.

## Biographie
Yánnis Tseklénis naît Athènes en 1937 et grandit à Psychikó,. Il travaille à partir de 15 ans, dans l’entreprise de négoce textile de son père, et entre en contact avec l'industrie de la publicité.
En 1961, il crée l'agence de publicité « Spectra », puis participe en 1962 à la décoration du mariage de la princesse Sofia avec Juan Carlos d'Espagne,. En 1964, il fait de même pour le mariage d’Anne-Marie de Danemark avec le roi Constantin II de Grèce. En 1967, il conçoit des collections de mode en créant la chaîne intégrée « boutiques Tseklenis ». En 1970, il imagine des costumes de guides touristiques grecs qui participent à l'exposition du musée d'Athènes du Musée du Louvre au pavillon grec à Osaka, au Japon ; l'année suivante il a est choisi par Aristote Onassis pour concevoir les uniformes des hôtesses des Olympic Airways.
Tseklénis expose ses collections de mode aux États-Unis, au Royaume-Uni, en France, au Liban, à Chypre, etc., tandis que ses créations sont vendues dans plus de vingt pays. Plus tard, il a travaillé entre autres avec les entreprises Minion et Fiat (pour l’intérieur de la Fiat 126) ; en 1987-1989 il est président de la major fabrique Piraiki-Patraiki.
Depuis 1991, il participe principalement à des projets d’aménagement intérieur et extérieur, notamment des hôtels, de résidences de luxe ou de véhicules de transport en commun. En outre, il a donné toutes les créations qui étaient encore en sa possession (600 vêtements par la période 1968-1991, photographies, modèles, dessins, modèles, etc.) à la Fondation ethnographique du Péloponnèse.
Pour ses actions, il a reçu la Croix d'Argent de l'Ordre du Phénix.

Collection de la Fondation ethnographique du Péloponnèse.
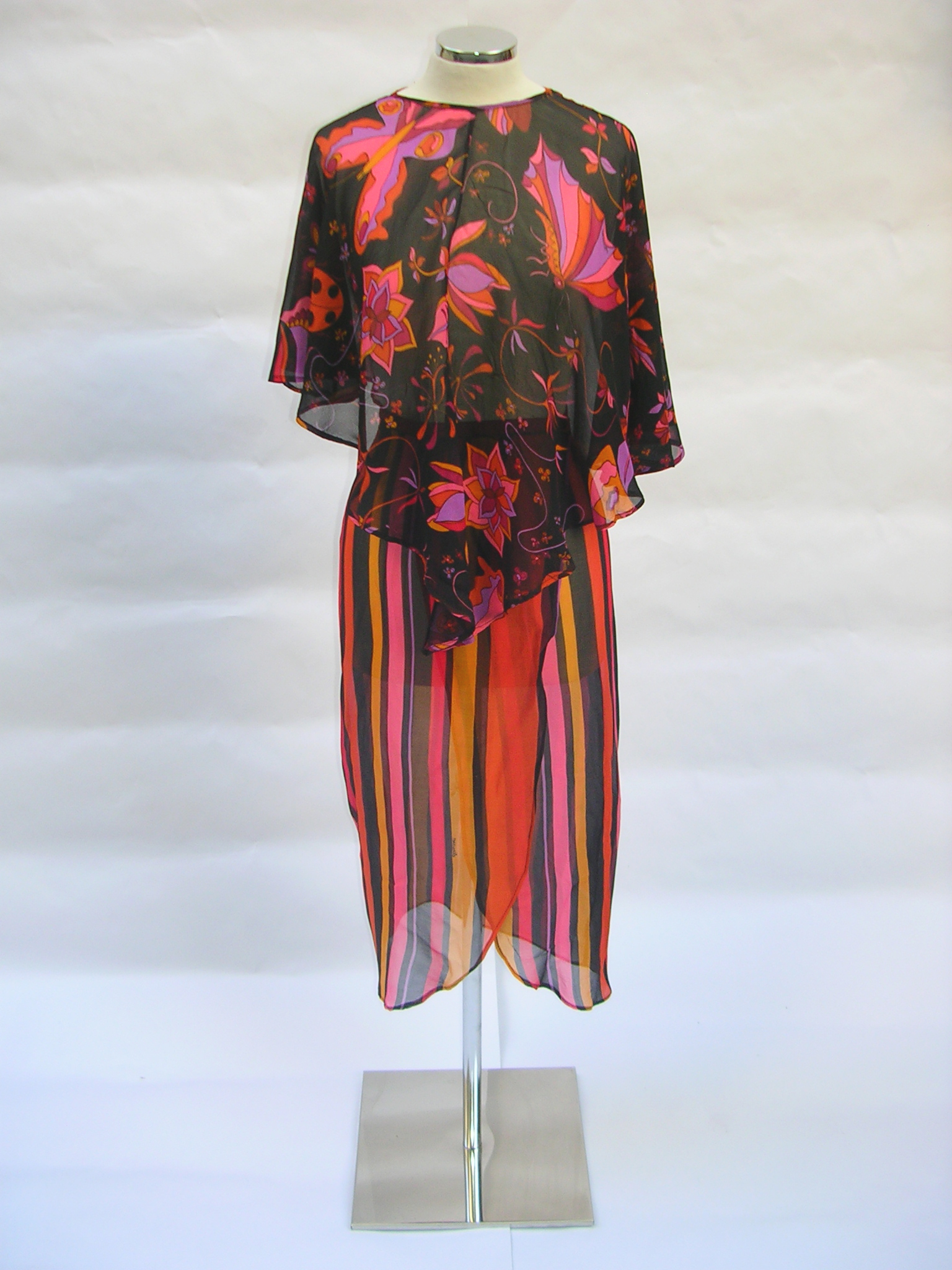
Robe Insectes rose, violette et noire (1972).
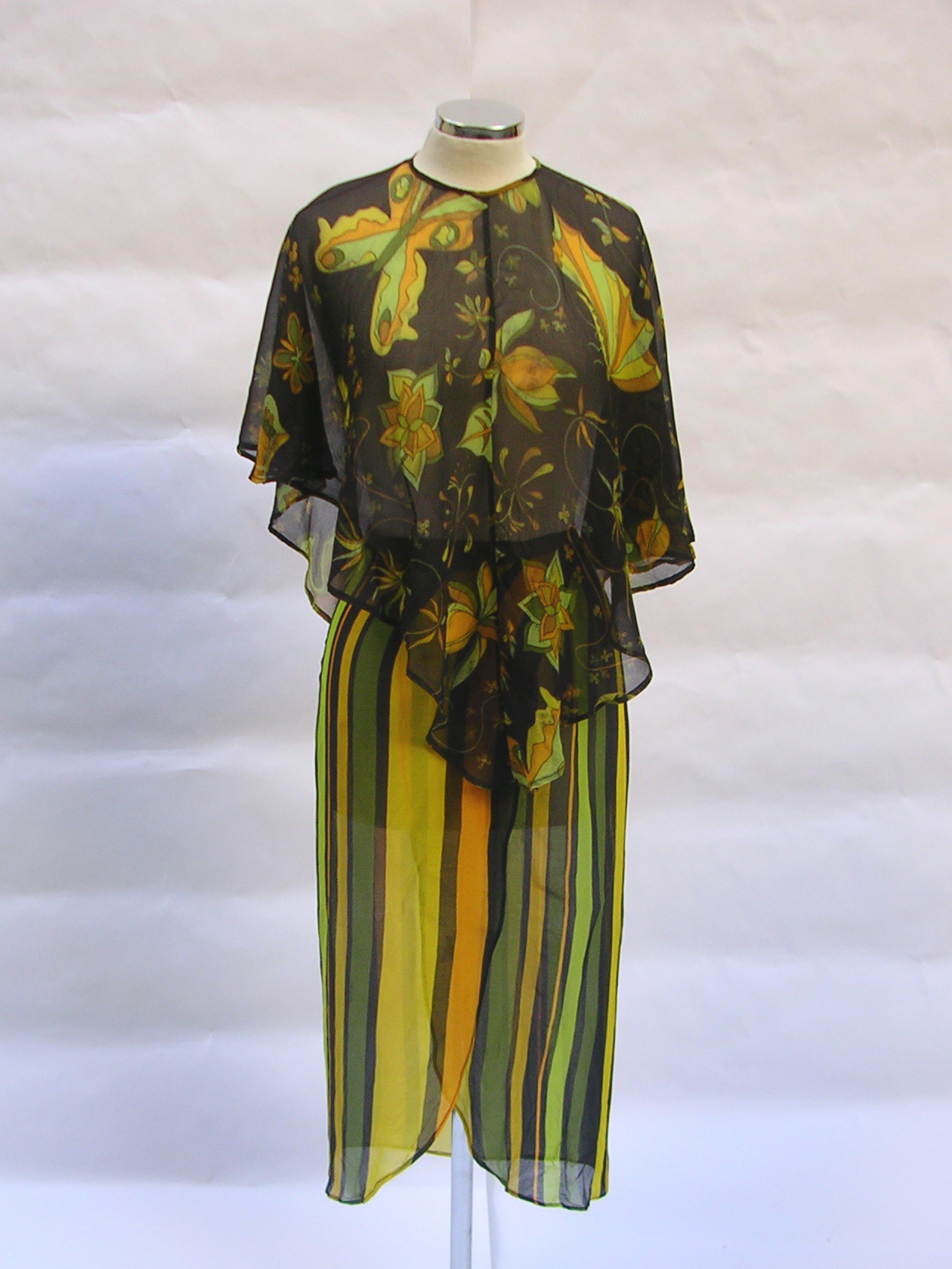
Robe Insectes verte, noire et dorée (1972).